# Bój pod Huciskiem
Bój pod Huciskiem – starcie pomiędzy Oddziałem Wydzielonym Wojska Polskiego majora „Hubala” a 51. batalionem niemieckiej policji porządkowej, stoczone 30 marca 1940 roku w pobliżu wsi Hucisko na Kielecczyźnie.
Bój trwał ponad dwie godziny. Mimo liczebnej i technicznej przewagi przeciwnika polscy żołnierze zmusili Niemców do odwrotu i zadali im ciężkie straty. Starcie pod Huciskiem było pierwszym dużym zwycięstwem „hubalczyków”, a zarazem pierwszą poważną walką partyzancką stoczoną w czasie II wojny światowej. W odwecie za poniesioną porażkę Niemcy dwukrotnie spacyfikowali Hucisko oraz dokonali licznych zbrodni w sąsiednich wsiach.

## Geneza

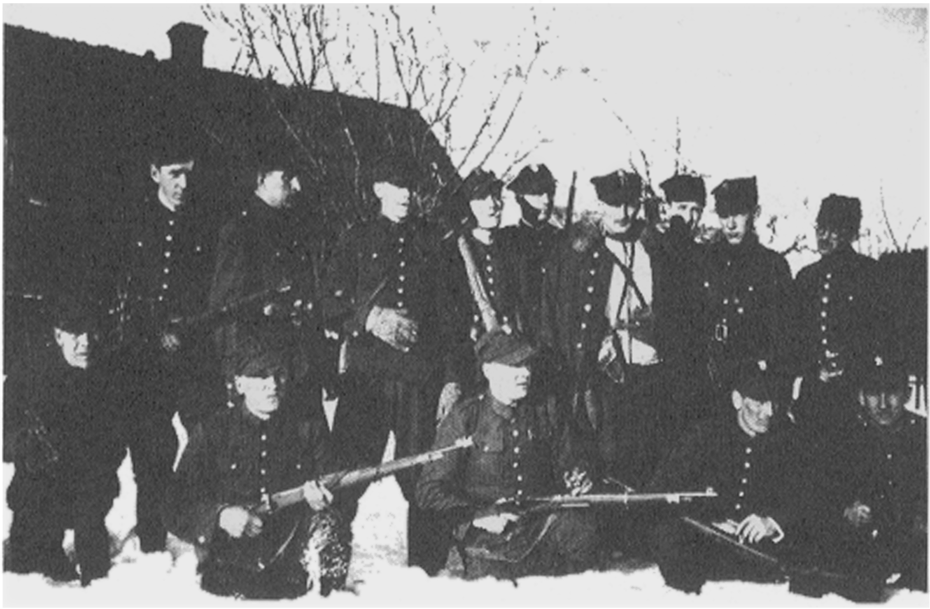
Żołnierze majora „Hubala”. Rok 1940

W ostatnich dniach kampanii wrześniowej mjr Henryk Dobrzański ze 110. rezerwowego pułku ułanów zebrał wokół siebie grupę oficerów i żołnierzy zdecydowanych kontynuować walkę z Niemcami. Początkowo Dobrzański zamierzał przyjść z odsieczą oblężonej Warszawie, a gdy dotarła do niego wiadomość o jej kapitulacji, postanowił przedrzeć się na Węgry i stamtąd przedostać się do odbudowywanej we Francji Armii Polskiej. Podobny zamiar powzięło kilkudziesięciu jego podkomendnych. W pierwszych dniach października 1939 roku oddział przedostał się w Góry Świętokrzyskie, gdzie entuzjastyczne przyjęcie ze strony miejscowej ludności przekonało majora, że wrześniowa klęska nie złamała woli oporu polskiego społeczeństwa. Pomysł marszu na Węgry został wówczas porzucony na rzecz koncepcji kontynuowania walki zbrojnej w okupowanym kraju. Niedługo później mjr Dobrzański przybrał pseudonim „Hubal”. Począwszy od lutego 1940 roku jego oddział nosił natomiast nazwę Oddziału Wydzielonego Wojska Polskiego.
Obszarem działalności oddziału „Hubala” stała się Kielecczyzna. Major zamierzał doczekać tam spodziewanej na wiosnę 1940 roku ofensywy francusko-angielskiej, a następnie wesprzeć działania aliantów intensywnymi akcjami zbrojnymi na niemieckich tyłach. W tym celu podjął próbę utworzenia zakonspirowanej organizacji wojskowej (tzw. Okręg Bojowy Kielce), która stanowić miała zaplecze dla jego oddziału oraz służyć organizowaniu społeczeństwa i przygotowywaniu przyszłego wystąpienia zbrojnego. W pierwszej dekadzie marca 1940 roku w szeregach oddziału znajdowało się już 320 żołnierzy. „Hubal” zyskał wielką popularność i autorytet wśród miejscowej ludności, a jego działalność przyczyniła się do przełamania nastrojów apatii i zniechęcenia panujących w polskim społeczeństwie.
Tymczasem w połowie marca 1940 roku kierownictwo Związku Walki Zbrojnej, którego koncepcje walki z okupantem pozostawały skrajnie odmienne od planów „Hubala”, podjęło próbę rozwiązania oddziału. Na rozkaz komendanta Okręgu Łódzkiego ZWZ, ppłk. Leopolda Okulickiego ps. „Miller”, szeregi opuściła znaczna liczba oficerów i żołnierzy (13 marca). Przy „Hubalu”, który zdecydowany był kontynuować otwartą walkę, pozostało 70 żołnierzy. Jeszcze tego samego wieczora zredukowany oddział opuścił swą dotychczasową kwaterę we wsi Gałki i przeszedł do wsi Hucisko, gdzie zatrzymał się na ponad dwa tygodnie. Na skutek napływu ochotników jego liczebność wzrosła wkrótce do ponad 100 żołnierzy.
Mimo iż mjr Dobrzański starał się unikać poważniejszych starć z Niemcami, sam fakt istnienia jego oddziału stanowił dla okupantów powód do niepokoju, zwłaszcza w kontekście spodziewanego wybuchu walk na froncie zachodnim. W marcu 1940 roku Niemcy rozpoczęli przygotowania do rozprawy z „Hubalem”, jednakże spory kompetencyjne pomiędzy Wehrmachtem a władzami policyjnymi Generalnego Gubernatorstwa chwilowo opóźniły rozpoczęcie obławy.

## Pierwsze potyczki
30 marca 1940 roku oddziały SS i policji niemieckiej skoncentrowane w okolicach Skarżyska-Kamiennej, Szydłowca, Chlewisk i Przysuchy, przystąpiły do obławy na oddział „Hubala”. O rozmachu tej operacji świadczyć może fakt, że wzięło w niej udział około 5 tys. esesmanów i policjantów, nad którymi dowództwo sprawował osobiście Wyższy Dowódca SS i Policji w Generalnym Gubernatorstwie (HSSPF „Ost”), SS-Obergruppenführer Friedrich Wilhelm Krüger. Ze względu na fakt, iż władze policyjne nie chciały się z nikim dzielić spodziewanym sukcesem, plan obławy i termin jej rozpoczęcia zatajono przed dowództwem miejscowych struktur Wehrmachtu.
Niemiecki wywiad nie dysponował precyzyjnymi informacjami na temat miejsca pobytu oddziału „Hubala”, stąd okupanci postanowili jednocześnie zaatakować obie wsie, o których wiedzieli, iż stanowiły jego kwaterę – Gałki i Hucisko. Owo uderzenie przeprowadzić miały dwa bataliony policji porządkowej pod ogólnym dowództwem SS-Oberführera Fritza Katzmanna. Oddziałem, który otrzymał zadanie zdobycia Huciska, był 51. batalion policji (niem. Polizei-Bataillon 51).
Oba niemieckie bataliony zajęły pozycje wyjściowe 29 marca, a do działań ofensywnych przystąpiły o świcie następnego dnia. Do pierwszej potyczki doszło już w nocy z 29 na 30 marca, kiedy to czołowe ubezpieczenie 51. batalionu zostało ostrzelane przez polską czujkę, wkrótce po wyjściu za opłotki Chlewisk. Niedługo później czteroosobowy polski patrol pod dowództwem plut. Adolfa Bączewskiego został zaatakowany przez Niemców pod Stefankowem. Bączewski podjął nierówną walkę z całą niemiecką kompanią, zamierzając w ten sposób opóźnić marsz nieprzyjaciela i dać „Hubalowi” dodatkowy czas na przygotowanie obrony. W potyczce poległ jeden z „hubalczyków”, a dwóch innych zostało ciężko rannych. Niemcy również ponieśli straty, m.in. został ranny dowódca 4. kompanii 51. batalionu.
Informacje o działaniach Niemców początkowo nie wzbudziły niepokoju mjr. „Hubala”, który przewidywał, że przed nastaniem świtu nieprzyjaciel nie zdecyduje się na generalne natarcie. Niemniej major wysłał silny patrol w kierunku Stefankowa z zadaniem przeprowadzenia rozpoznania i ewakuacji rannych. O świcie patrol wdał się w potyczkę z przeważającymi siłami przeciwnika, w której wyniku został zmuszony do odwrotu na Skłoby. Ostatecznie do głównych sił zdołało powrócić tylko dwóch rannych żołnierzy.
W tym samym czasie, gdy 51. batalion podążał w kierunku Huciska, drugi niemiecki batalion zajął niebronione Gałki. Policjanci aresztowali we wsi 40 mężczyzn, których wywieźli do więzienia w Radomiu.

## Bój pod Huciskiem
Nad ranem „Hubal” zarządził pogotowie bojowe, lecz stanowiska obronne obsadził dopiero wówczas, gdy wysłane patrole potwierdziły, że Niemcy zajęli Skłoby, a polskim tyłom nie zagraża atak od strony szosy Końskie–Przysucha. Plan obrony przewidywał, że główne uderzenie Niemców przyjmą na siebie dwa trzydziestoosobowe plutony piechoty, rozlokowane na skraju lasu w odległości około dwóch kilometrów od Huciska. Lewego skrzydła bronił 1. pluton pod dowództwem plut. Antoniego Kisielewskiego, podczas gdy na prawym skrzydle stanął 2. pluton pod dowództwem plut. Antoniego Bilskiego. W odwodzie „Hubal” pozostawił pluton kawalerii pod dowództwem wachm. Józefa Alickiego oraz drużynę ciężkich karabinów maszynowych. Linia polskiej obrony była rozrzedzona, gdyż strzelcy byli rozstawieni mniej więcej co 10 metrów. Na korzyść obrońców przemawiał natomiast fakt, że piechota dysponowała aż czternastoma ręcznymi karabinami maszynowymi.
Niemieckie natarcie rozpoczęło się około godziny 11:00. Polscy piechurzy dopuścili przeciwnika na odległość ok. 60–80 metrów, a następnie otworzyli gwałtowny ogień z broni ręcznej i maszynowej. Ostrzał spowodował zamieszanie i duże straty w niemieckich szeregach, aczkolwiek policjanci wkrótce ochłonęli z zaskoczenia i odpowiedzieli gęstym, choć niecelnym ogniem. W pewnym momencie Niemcom udało się nawet zepchnąć część 2. plutonu ze stanowisk obronnych. „Hubal” skierował tam wówczas dziesięciu piechurów z lewego skrzydła, co pozwoliło przywrócić pierwotne położenie. Następnie major wysłał na skraj lewego skrzydła trzyosobowy patrol konny pod dowództwem kpr. Brzozowskiego, polecając mu obejść Niemców od strony północno-wschodniej, a następnie ostrzelać ich flankę. Akcja ta spowodowała chwilowe zamieszanie w niemieckich szeregach i tym samym zmniejszyła nieprzyjacielski nacisk na pozycje 1. plutonu. Zachęcony powodzeniem Brzozowski kontynuował wypad na niemieckie tyły, wpadł jednak w zasadzkę i poległ, a jego dwóch podkomendnych odniosło rany (obaj zdołali powrócić do głównych sił oddziału).
W międzyczasie inny patrol został wysłany na południe, gdzie ustalił, że z tego kierunku nie grozi atak przeciwnika. Informacja ta pozwoliła „Hubalowi” na swobodne dysponowanie niewykorzystanym dotąd odwodem. Kawaleryjskie patrole zaobserwowały ponadto, że na nieukończonej szosie Skłoby–Hucisko stoi słabo strzeżona kolumna niemieckich samochodów. Na wieść o tym „Hubal” rozkazał wachm. Alickiemu obejść niemieckie pozycje pod osłoną lasu, a następnie zniszczyć nieubezpieczone samochody. Zaskakujący wypad został uwieńczony całkowitym powodzeniem. Kawalerzyści zlikwidowali lub zmusili do ucieczki przebywających przy samochodach Niemców, po czym przystąpili do podpalania porzuconych pojazdów. Gdy od strony Skłobów nadjechał niemiecki samochód osobowy, Polacy obrzucili go granatami i wybili stawiającą opór załogę.
Odgłosy toczącej się na tyłach walki wywołały zamieszanie w niemieckich szeregach. Policjanci przerwali natarcie i przystąpili do odwrotu. Sytuację tę wykorzystał plut. Kisielewski, który poderwał swój pluton do ataku na bagnety i zmusił Niemców do ucieczki. Mniej zdecydowanie nacierał 2. pluton, na skutek czego walcząca na jego odcinku niemiecka kompania zdołała się wycofać we względnym porządku. Jej manewry zagroziły odcięciem pozbawionemu już amunicji plutonowi Alickiego. Kawalerzyści musieli się wycofać z szosy, zanim zdążyli zniszczyć wszystkie samochody.  
Bój trwał ponad dwie godziny. Pokonany niemiecki batalion wycofał się w kierunku Chlewisk. Wysłany w ślad za nim patrol pod dowództwem wachm. Romualda Rodziewicza nie zdołał nawiązać kontaktu bojowego z przeciwnikiem.

### Bilans
Bój pod Huciskiem był pierwszym dużym zwycięstwem oddziału „Hubala”, a zarazem pierwszą poważną walką partyzancką stoczoną w czasie II wojny światowej. Mimo liczebnej i technicznej przewagi przeciwnika polscy żołnierze zmusili Niemców do odwrotu i zadali im ciężkie straty, sięgające 100 zabitych i rannych. „Hubalczycy” zniszczyli także sześć niemieckich samochodów, w tym cztery ciężarowe, a kilka innych uszkodzili.
Oddział Wydzielony Wojska Polskiego poniósł mniejsze, aczkolwiek odczuwalne straty. Z szeregów ubyło bowiem jedenastu poległych, dwóch zaginionych, dziesięciu rannych i jeden dezerter.
Po zakończeniu walki „Hubal” w uznaniu zasług awansował kilku żołnierzy, w tym Franciszka Głowacza do stopnia plutonowego, a Mariannę Cel do stopnia starszego ułana.

## Epilog
Mimo odniesionego zwycięstwa „Hubal” zdawał sobie sprawę, że jego oddział nie będzie w stanie sprostać głównym siłom obławy. Ponadto rozpoczęcie regularnych walk z Niemcami uważał za przedwczesne i nadal zamierzał oszczędzać swój oddział do czasu spodziewanej alianckiej ofensywy. Z tych powodów podjął decyzję o rozpoczęciu odwrotu w Góry Świętokrzyskie. 
Wieczorem 30 marca polscy żołnierze opuścili Hucisko i pokonawszy 25-kilometrową marszrutę, stanęli następnego ranka we wsi Szałas. 1 kwietnia Niemcy podjęli kolejną próbę rozbicia oddziału, lecz „hubalczycy” zdołali odeprzeć atak i oderwać się od przeciwnika. Następnie major skierował swój oddział na wschód, lecz próba przekroczenia szosy Skarżysko-Kamienna – Kielce zakończyła się niepowodzeniem. W tej sytuacji postanowił zawrócić na zachód, dzieląc jednocześnie oddział na dwie części. W nocy z 1 na 2 kwietnia pododdział kawalerii z „Hubalem” na czele przebił się przez pozycje 8. pułku SS-Totenkopfverbände, rozłożone wzdłuż szosy między Odrowążem a Samsonowem. Następnie kawalerzyści ukrywali się przez cały dzień w gęstym zagajniku, a po zapadnięciu zmroku wyruszyli w kierunku Podchyby, gdzie niepostrzeżenie przekroczyli zewnętrzny pierścień niemieckiej blokady. Niemieckiego kordonu nie zdołał natomiast sforsować pododdział piechoty. Dowodzący nim ppor. Marek Szymański ps. „Sęp” był zmuszony zezwolić żołnierzom, aby na własną rękę wychodzili z okrążenia.
„Hubal” przez dwa dni nadaremnie oczekiwał na piechurów we wsi Kamienna Wola, po czym wznowił odwrót w kierunku południowo-zachodnim. Niedługo później zredukowany do 23 żołnierzy oddział stanął na kwaterach we wsi Mały Węgrzyn. Niemcy, straciwszy kontakt bojowy z „hubalczykami”, ogłosili 2 kwietnia zakończenie akcji i rozbicie polskiego oddziału (co „Hubal” zdementował później w odezwie skierowanej do polskiej ludności).
W odwecie za doznane niepowodzenia Niemcy przeprowadzili zakrojoną na szeroką skalę akcję pacyfikacyjną, wymierzoną we wsie, w których pobliżu operowali „hubalczycy”. Między 30 marca a 11 kwietnia różnymi formami represji dotkniętych zostało 31 miejscowości w przedwojennych powiatach koneckim, kieleckim i opoczyńskim. Cztery wsie doszczętnie spalono, a w piątej zniszczono większą część zabudowy. Niemcy zamordowali 712 osób cywilnych, w tym dwie kobiety i sześcioro dzieci. 
Hucisko zostało spacyfikowane dwukrotnie. 31 marca Niemcy aresztowali tam 33 mężczyzn, spośród których większość wywieźli później do KL Sachsenhausen. Z kolei 11 kwietnia niemiecka ekspedycja karna doszczętnie spaliła wieś i rozstrzelała 22 mężczyzn. W wyniku obu pacyfikacji zginęło łącznie 43 mieszkańców Huciska.